# マリ・レゲ
マリ・レゲ（ノルウェー語: Mari Rege、1974年6月19日 - ）は、ノルウェーの経済学者。スタヴァンゲル大学教授（2009年 - ）。行動経済学、労働経済学および教育経済学を専門とする。スタヴァンゲル大学の研究所 “Synapse Lab” の共同創設者および共同所長の1人である。

## 経歴
ローガラン県・ソーラのレゲの出身である。野菜を栽培する農場を経営する両親のもとに生まれる。19歳のときにアメリカ合衆国のワシントン州に留学する。1998年、オスロ大学で経済学修士の学位を取得する。
1998年8月から2001年12月にかけて、ノルウェー統計局の調査部門でエコノミストとして勤務する。1999年1月から9月にかけて、オスロ大学でミクロ経済学の講師を務める。2002年、オスロ大学で経済学博士の学位を取得する。2002年1月から2006年5月にかけて、アメリカ合衆国・オハイオ州のケース・ウェスタン・リザーブ大学で経済学の助教を務める。2006年5月から2009年2月にかけて、スタヴァンゲル大学で経済学の准教授を務める。
2008年6月から2012年5月にかけて、アフテンポステン紙の論説コラムニストを務める。2009年2月、34歳のとき、スタヴァンゲル大学の経済学の教授となる。当時、経済学の教授としてはノルウェーで最年少の人物となった。2010年から2011年にかけて、スパーレバンク・エンSRバンクの取締役会の副委員を務める。2011年、同銀行の取締役会の委員を務める。2011年から2015年にかけて、経済学学術誌『スカンジナヴィアン・ジャーナル・オブ・エコノミクス』の編集者を務める。
2012年6月より、経済紙、ダーゲンス・ナーリングスリーブの論説コラムニストを務めている。2020年より、新型コロナウイルス感染症によるパンデミックが収束した後のノルウェーにおける価値創造や雇用・生産、福祉がどのようなものになるかについて分析・評価することを目的としてノルウェー政府によって立ち上げられた委員会「ノルウェー・トワーズ2025」（英: Norway towards 2025、ノルウェー語: Norge mot 2025）のメンバーを務めている。

## 受賞・栄誉
- 2007年、ノルウェー研究評議会（英語版、ノルウェー語版）より優秀な若手研究者として称えられ、2008年から2012年の研究助成金980万ノルウェー・クローネを受ける[1][10][8]。
- 2010年、ノルウェー経済高等学院よりアグナー・サンドモ・ジュニア・訪問フェローシップを受ける[1]。
- 2010年、スタヴァンゲル・フォーラムの研究コミュニケーションに関する賞を受賞する[1]。